# Libnotes (Neolibnotes) subaequalis
Libnotes (Neolibnotes) subaequalis is een tweevleugelige uit de familie steltmuggen (Limoniidae). De soort komt voor in het Australaziatisch gebied.